# Władysław Renard
Władysław Renard właśc. Szymon Władysław Czarnocki (ur. ok. 1868 w Warszawie, zm. 21 stycznia 1937 w Wilnie) – polski aktor teatralny, konferansjer, dramaturg, działacz religijny oraz urzędnik.

## Życiorys
Debiutował w 1903 w Kaliszu jako członek zespołu Warszawskiego Koła Miłośników Sceny. W kolejnych latach występował w teatrach Warszawy m.in. Elizeum (1906), Oaza (1909) oraz w kabarecie Momus, gdzie był konferansjerem. Następnie przeniósł się do Wilna, gdzie w latach 1916-1919 był członkiem zespołu występującego w Teatrach: Polskim i Lutnia, który następnie przyjął nazwę Polski Teatr Artystyczny. Po I wojnie światowej działał w wileńskim Towarzystwie Popierania Sceny, był również współredaktorem "Kuriera Wileńskiego" oraz wydawnictwa "Szlakiem Reformacji". Pełnił funkcję kuratora Wileńskiego Synodu Kościoła Ewangelicko-Reformowanego, był również członkiem konsystorza Kościoła. Pracował w Wileńskiej Izbie Skarbowej, piastując stanowisko naczelnika wydziału.
Tworzył utwory sceniczne (m.in. Psyche, Smutne kwiaty, Detektyw i teściowa) prozę (One: szkice kinematograficzne) oraz teksty piosenek.